# 원종배
원종배(元鍾培, 1954년 5월 19일 ~ )는 대한민국의 프리랜서 방송인이며 수필가이다.

## 학력
- 동성고등학교
- 경희대학교 물리학 학사
- 경희대학교 언론정보대학원 언론학 석사

## 수상 경력
- 2002년 : 제14회 한국방송프로듀서상 TV진행자부문

## 경력
- 1979년 ~ 1980년 11월 30일: TBC 동양방송 15기 아나운서
- 1980년 12월 1일 언론통폐합으로 KBS 소속 아나운서가 되었고 1995년까지 재직했다.
- 1995년 : 프리랜서 선언
- 2001년 : 티브이코리아 공동대표

## 진행

### 텔레비전
- 1983년 2월 26일 ~ 1993년 3월 27일 : KBS2 《사랑방 중계》
- 1986년 ~ 1988년 : KBS2 《퀴즈여행 지구가족 출발》
- 1988년 ~ 1990년 : KBS2 《비바청춘》
- 1991년 : KBS2 《기동취재 현장》
- 1993년 ~ 1995년 : KBS1 《주부시대》
- 1994년 : KBS2 《퀴즈로 배웁시다》
- 1994년 : KBS2 《새아침 행복나들이》
- 1995년 : SBS 《생방송 여기는 희망본부》
- 1997년 1월 12일 ~ 2004년 2월 29일 : EBS 《EBS 장학퀴즈》
- 2000년 ~ 2001년 : MBC 《TV로 보는 세계》
- 2001년 : EBS 《우리말 우리글》
- 2002년 : 가톨릭평화방송 《다큐멘터리 한국천주교회》
- 2004년 6월 11일 : KBS1 《On Air 여의도 1번지》 황정민 아나운서와 함께 진행
- 2005년 : C&M 《취업발전소! 내일을 향해!》
- 2007년 : RTN 부동산TV 《원종배의 Home & House》

### 라디오
- 1986년 : KBS 제2라디오 《밤을 잊은 그대에게》
- 1989년 : KBS 제2FM 《원종배의 영팝스》
- 2002년 : KBS 사회교육방송 《문화 예술마당》
- 2010년 : KBS 한민족방송 《한민족 하나로》

### 비디오 영상물
- 1993년 : 한국마약퇴치운동본부《흡입제 시작은 파멸》

## 저서
- 열매 아빠 원종배의 말하기 교육 자신의 생각을 잘 표현하는 아이로 키워라 (2001년 9월 11일)